# 计算化学
计算化学（computational chemistry）是理论化学的一个分支，主要目的是利用有效的数学近似以及电脑程序计算分子的性质，例如总能量、偶极矩、四极矩、振动频率、反应活性等，并用以解释一些具体的化学问题。计算化学这个名词有时也用来表示计算机科学与化学的交叉学科。

## 简介
理论化学泛指采用数学方法来表述化学问题，而计算化学作为理论化学的一个分支，常特指那些可以用电脑程序实现的数学方法。计算化学并不追求完美无缺或者分毫不差，因为只有很少的化学体系可以进行精确计算。不过，几乎所有种类的化学问题都可以并且已经采用近似的算法来表述。
理论上讲，对任何分子都可以采用相当精确的理论方法进行计算。很多计算软件中也已经包括了这些精确的方法，但由于这些方法的计算量随电子数的增加成指数或更快的速度增长，所以他们只能应用于很小的分子。对更大的体系，往往需要采取其他一些更大程度近似的方法，以在计算量和结果的精确度之间寻求平衡。
计算化学主要应用已有的电脑程序和方法对特定的化学问题进行研究。而算法和电脑程序的开发则由理论化学家和理论物理学家完成。计算化学在研究原子和分子性质、化学反应途径等问题时，常侧重于解决以下两个方面的问题：
- 为合成实验预测起始条件
- 研究化学反应机理、解释反应现象

计算化学的子学科主要包括：
- 原子和分子的计算机表述
- 利用计算机协助存储和搜索化学信息数据 （参见化学数据库）
- 研究化学结构与性质之间的关系 （参见定量构效关系(QSAR)及定量构性关系(QSPR)）
- 根据对作用力模拟对化学结构进行理论阐释
- 计算机辅助化合物合成
- 计算机辅助特性分子设计（例如计算机辅助药物设计）

2013年因「為複雜化學系統創造了多尺度模型」，马丁·卡普拉斯、邁可·列維特和阿里耶·瓦舍尔一同獲得諾貝爾化學獎。

## 第一原理方法
第一原理方法（ab initio），也称为全始算，常指基于量子力学理论的，完全由理论推导而得，不做任何經驗值的帶入。因是不使用基本物理常数和原子量以外的实验数据、以及经验或者半经验参数的求解薛定谔方程的方法，故为較為精密的計算方法。大多数情况下这些第一原理方法包括一定的近似，而这些近似常由基本数学推导产生，例如换用更简单的函数形式或采用近似的积分方法。
大多数第一原理方法使用波恩-奥本海默近似，将电子运动和原子核运动分离以简化薛定谔方程。计算经常分电子结构计算和化学动力学计算两个步骤进行：

### 电子结构
电子结构可以通过求解定态薛定谔方程（也成为不含时薛定谔方程）得到。求解过程常使用原子轨道线性组合（LCAO）得到的基组来进行近似。通过这种近似，薛定谔方程可以转化为一个"简单"的电子哈密顿量的本征值方程。该方程的解为离散集。解得的本征值是分子结构的函数。这种对应关系称为势能面。
Hartree-Fock是最常见的一种第一原理电子结构计算。在Hartree-Fock近似中，每个电子在其余电子的平均势中运动，但是不知道这些电子的位置。当电子离得很近时，即使是用平均方法考虑电子间的库仑相互作用，电子也不能相互避开，因此在Hartree-Fock中高估了电子排斥。Hartree-Fock方程需采用变分法求解，所得的近似能量永远等于或高于真实能量，随着基函数的增加，Hartree-Fock能量无限趋近于Hartree-Fock极限能。
很多方法先进行Hartree-Fock计算，随后对电子的瞬时相关对此进行修正。相应能量的降低称为电子相关能。这些方法称为后Hartree-Fock方法，包括多体微扰理论、耦合簇理论（Coupled Cluster） 等。
量子蒙特卡罗（QMC） 是另外一种解决电子相关问题的方法。在量子蒙特卡罗中，体系的基态波函数显式地写成关联的波函数，也就是说波函数是电子--电子之间距离的显式函数。量子蒙特卡罗采用蒙地卡羅方法对积分进行数值解析。量子蒙特卡罗计算非常耗时，但却可能是目前精确度最高的第一原理方法。
密度泛函理论（DFT） 的许多常用泛函均包含由实验数据拟合而来的参数。但在解决分子的电子结构问题时也常将密度泛函理论被当做第一原理方法。密度泛函理论使用电子密度而不是波函数来表述体系能量。在DFT计算中，哈密顿量的一项，交换-相关泛函，采用近似形式。
当采取的近似足够小的时候，第一原理电子结构方法的结果可以无限趋近准确值。但是，与真实值的偏差往往并不随近似的减少而单调递减，有时最简单的计算反而会有更准确的结果。第一原理计算的主要缺点是运算量巨大，往往需要大量的计算时间、内存和磁盘空间。HF方法的计算量随体系的增大以 N4 增长（N 是基函数的数目）–计算两倍大的体系需要16倍的时间–电子相关方法的增长速度更快（DFT计算大约以 N3 增长，相比之下是效率最高的电子相关方法）。
计算化学方法也可以用来解决固体物理的问题。晶体的电子结构通常用能带结构来表示。第一原理和半经验方法得到的轨道能量可以进一步应用于能带结构的计算当中。
第一原理电子结构方法的常可分为：
- Hartree-Fock方程
- 多体微扰理论
- 多组态自洽场方法（MCSCF）
- 组态相互作用方法（CI）
- 多参考态组态相互作用方法（MRCI）
- 耦合簇理论（Coupled Cluster）
- 二次组态相互作用（QCI）
- 量子蒙特卡罗
- 密度泛函理论（DFT）
- 广义价键理论（GVB）
- 现代价键理论

### 化学动力学
在玻恩-奥本海默近似下对原子核坐标变量与电子变量进行分离后，与核自由度相关的波包通过与含时薛定谔方程全哈密顿量相关的演化算符进行传播。而在以能量本征态为基础的另一套方法中，含时薛定谔方程则通过散射理论进行求解。原子间相互作用势由势能面描述，一般情况下，势能面之间通过振动耦合项相互耦合。
用于求解波包在分子中的传播的主要方法包括
- 分裂算符法（英语：split operator technique）
- 多组态含时哈特里方法（英语：MCTDH）
- 半经典方法

分子动力学使用牛顿运动定律研究系统的含时特性，包括振动或布朗运动。大部分情况经常加入一些经典力学的描述。分子动力学与密度泛函理论的结合称作Car-Parrinello方法。

## 半经验方法

### 电子结构
半经验方法省略或近似处理了Hartree-Fock计算中的一些项（例如双电子积分）。为了修正这些近似方法带来的误差，半经验方法计算使用了一系列由实验结果拟合的参数。有时，这些参数是根据第一原理计算结果进行拟合的。
经验方法是对半经验方法的进一步近似。经验方法并没有包括哈密顿量的双电子部分。经典方法包括埃里克·休克尔提出的应用于π电子体系的Huckel方法和Roald·霍夫曼提出的扩展Huckel方法。
半经验计算比第一原理计算快很多。但是如果计算的分子与参数化该方法时使用的分子结构不相近时，半经验方法可能给出完全错误的结果。
半经验方法在有机化学领域应用最为广泛，因为有机分子的大小适中并主要由少数几种原子构成。
与经验方法类似，半经验方法也可分为两大类：
- 限于π电子体系的半经验方法
- 限于价电子体系的半经验方法

目前大部分的方法属于第二类半经验方法。

## 分子力学方法
很多情况下，对大分子体系的处理可以完全避免使用量子化学计算。分子力学模拟使用古典力学模型（例如谐振子）描述化合物的能量。分子力学模型的所有常数均通过实验数据或第一原理计算结果得到。参数和方程的优化结果称为分子力场。
进行参数化的化合物库对分子力学方法的计算成功与否至关重要。针对某类分子优化的力场只有在应用于同类分子时才可保证得到可信的结果。

## 软件包
下面的表格给出了常见量子化学软件包的所支持的功能列表。另外请参阅价键理论程序的列表。
| 程序包    | 分子力学 | 半经验方法 | Hartree-Fock | 后Hartree-Fock方法 | 密度泛函理论 | 周期性计算 |
| --------- | -------- | ---------- | ------------ | ------------------ | ------------ | ---------- |
| ACES      | N        | N          | Y            | Y                  | N            | N          |
| ADF       | N        | N          | N            | N                  | Y            | Y          |
| AMPAC     | N        | Y          | N            | N                  | N            | N          |
| CADPAC    | N        | N          | Y            | Y                  | Y            | N          |
| CASTEP    | N        | N          | N            | N                  | Y            | Y          |
| COLUMBUS  | N        | N          | Y            | Y                  | N            | N          |
| CRYSTAL   | N        | N          | Y            | N                  | Y            | Y          |
| DALTON    | N        | N          | Y            | Y                  | Y            | N          |
| DMol3     | N        | N          | N            | N                  | Y            | Y          |
| GAUSSIAN  | Y        | Y          | Y            | Y                  | Y            | Y          |
| GAMESS    | N        | Y          | Y            | Y                  | Y            | N          |
| JAGUAR    | Y        | N          | Y            | Y                  | Y            | N          |
| MOLCAS    | Y        | Y          | Y            | Y                  | Y            | N          |
| MOLPRO    | N        | N          | Y            | Y                  | Y            | N          |
| MOPAC     | N        | Y          | N            | N                  | N            | Y          |
| MPQC      | N        | N          | Y            | Y                  | Y            | N          |
| NWChem    | Y        | N          | Y            | Y                  | Y            | Y          |
| PLATO     | Y        | N          | N            | N                  | Y            | Y          |
| PQS       | Y        | Y          | Y            | Y                  | Y            | N          |
| PSI       | N        | N          | Y            | Y                  | N            | N          |
| TURBOMOLE | N        | N          | Y            | Y                  | Y            | N          |
| Q-Chem    | N        | N          | Y            | Y                  | Y            | N          |
| VASP      | Y        | N          | Y            | N                  | Y            | Y          |

### 引用
1. ↑   (PDF) (新闻稿). Royal Swedish Academy of Sciences. October 9, 2013  [October 9, 2013]. （原始内容存档 (PDF)于2014-10-08） （英语）.